# Conca (piève)
Pour les articles homonymes, voir Conca (homonymie).

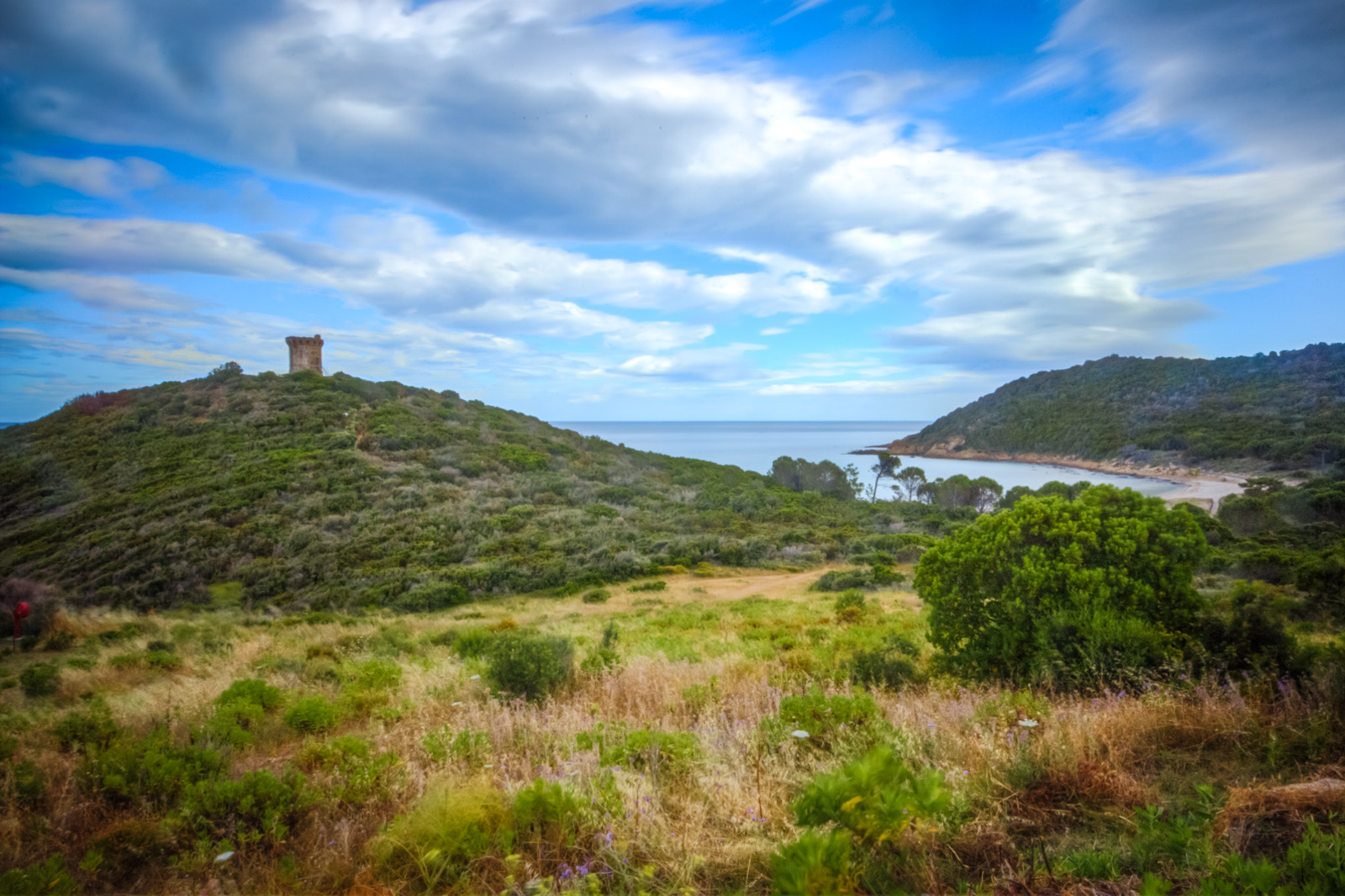
Anse de Fautea à Sainte-Lucie-de-Porto-Vecchio (Zonza).

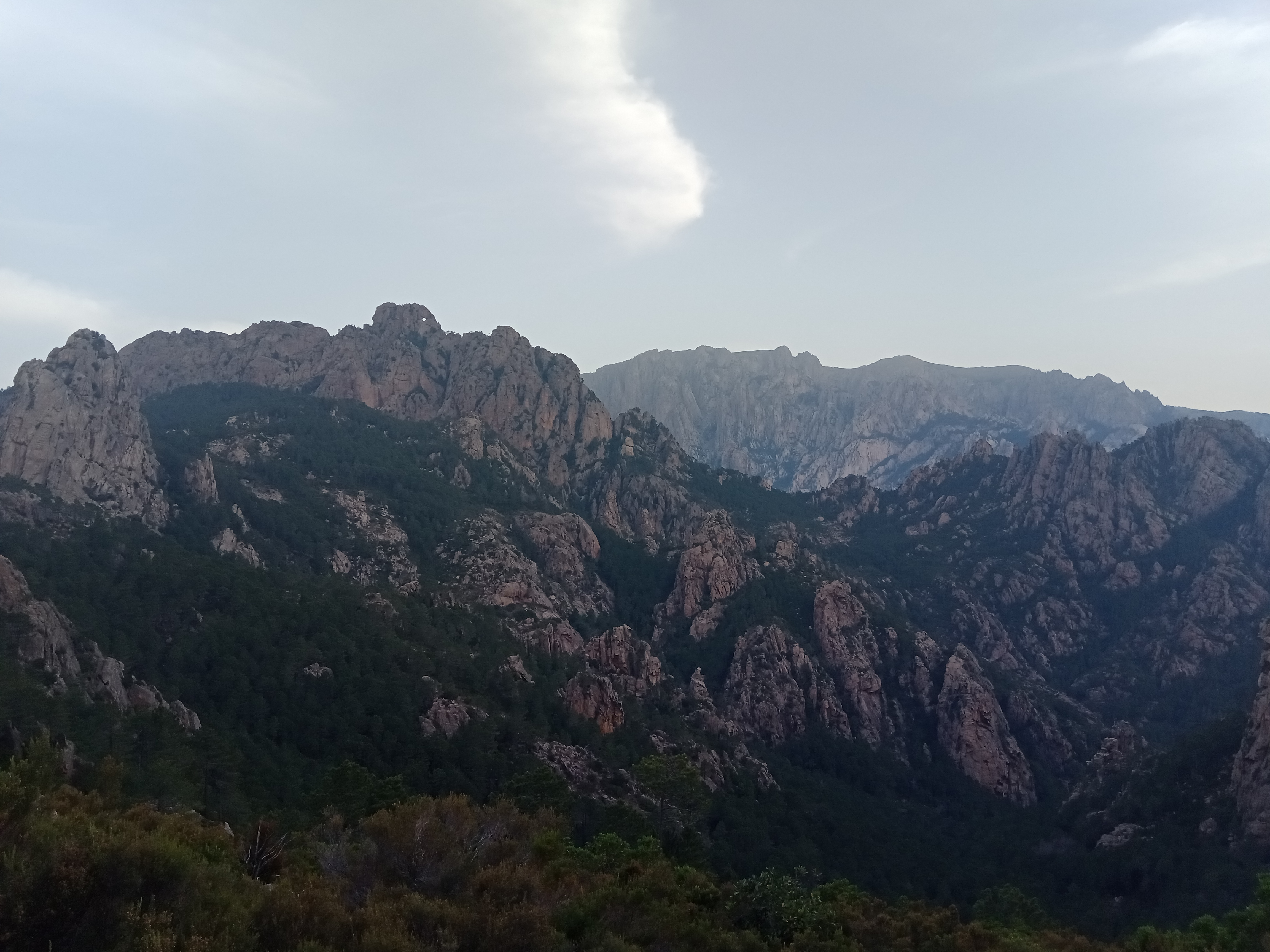
Vue sur la Punta Tafonata di Paliri et la Punta del Fornello depuis la forêt de Sambuco (Sari-Solenzara).

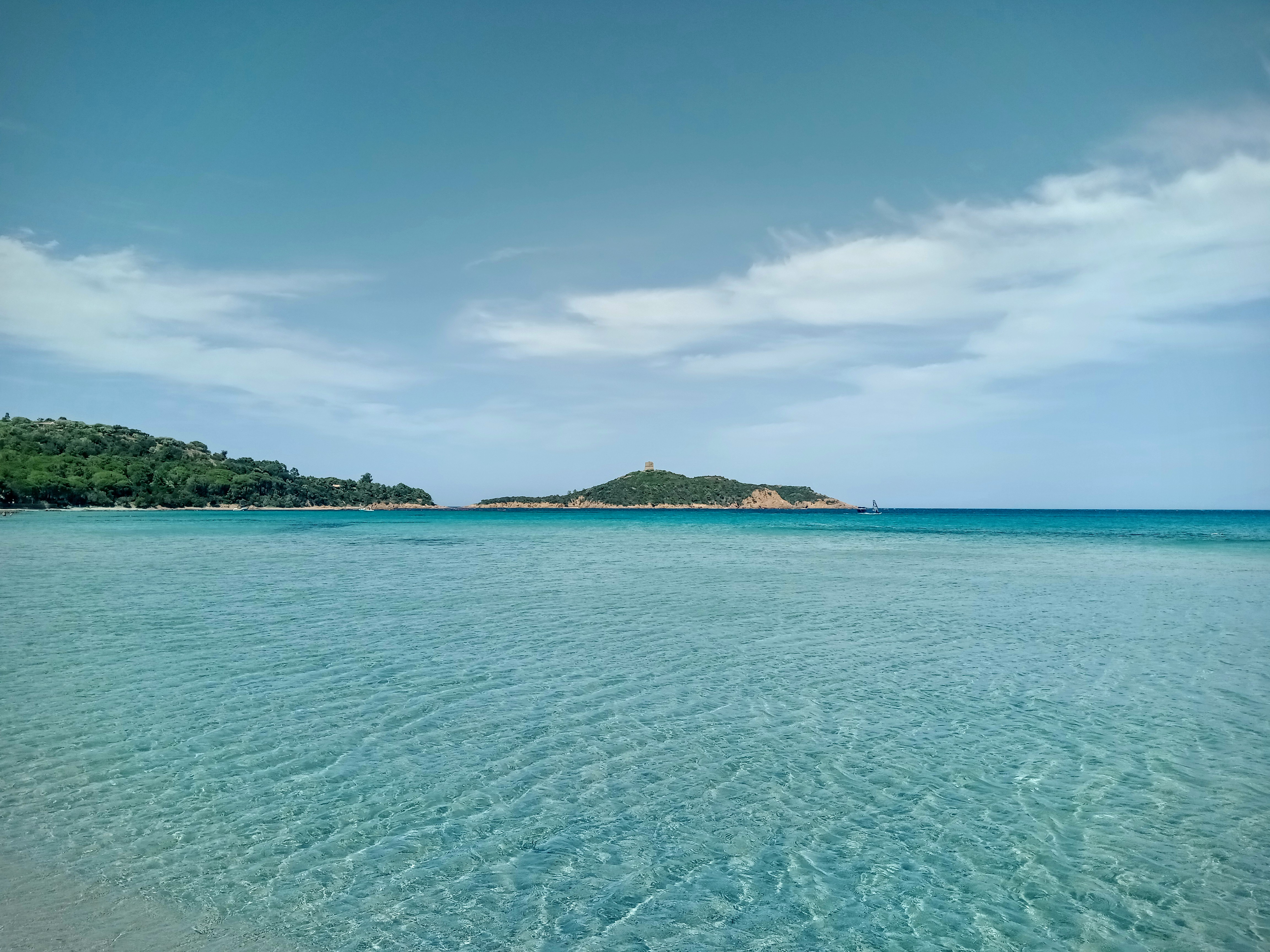
Île de Pinarello (Zonza).

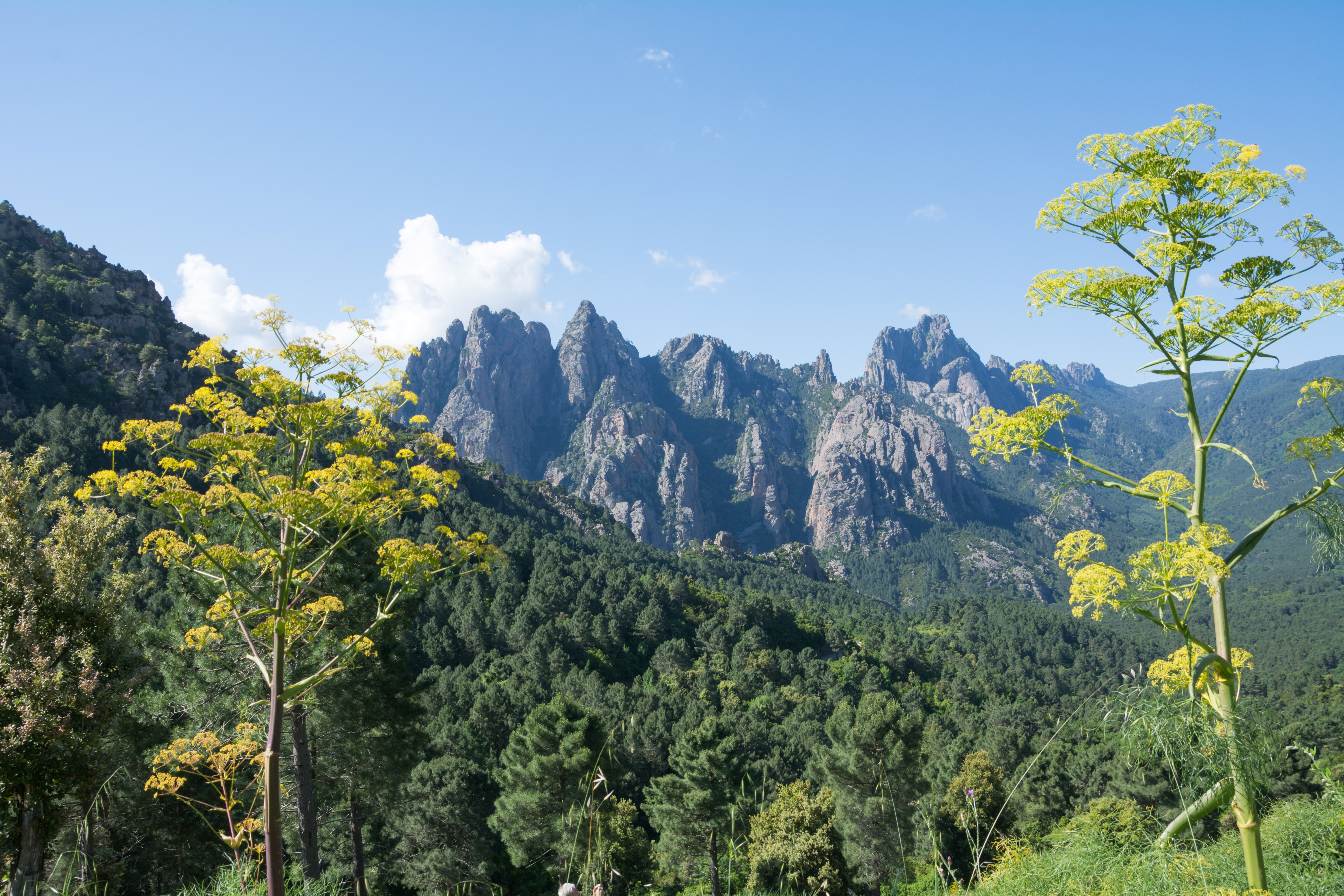
Vue sur les Ferriate depuis le col de Larone (Quenza).

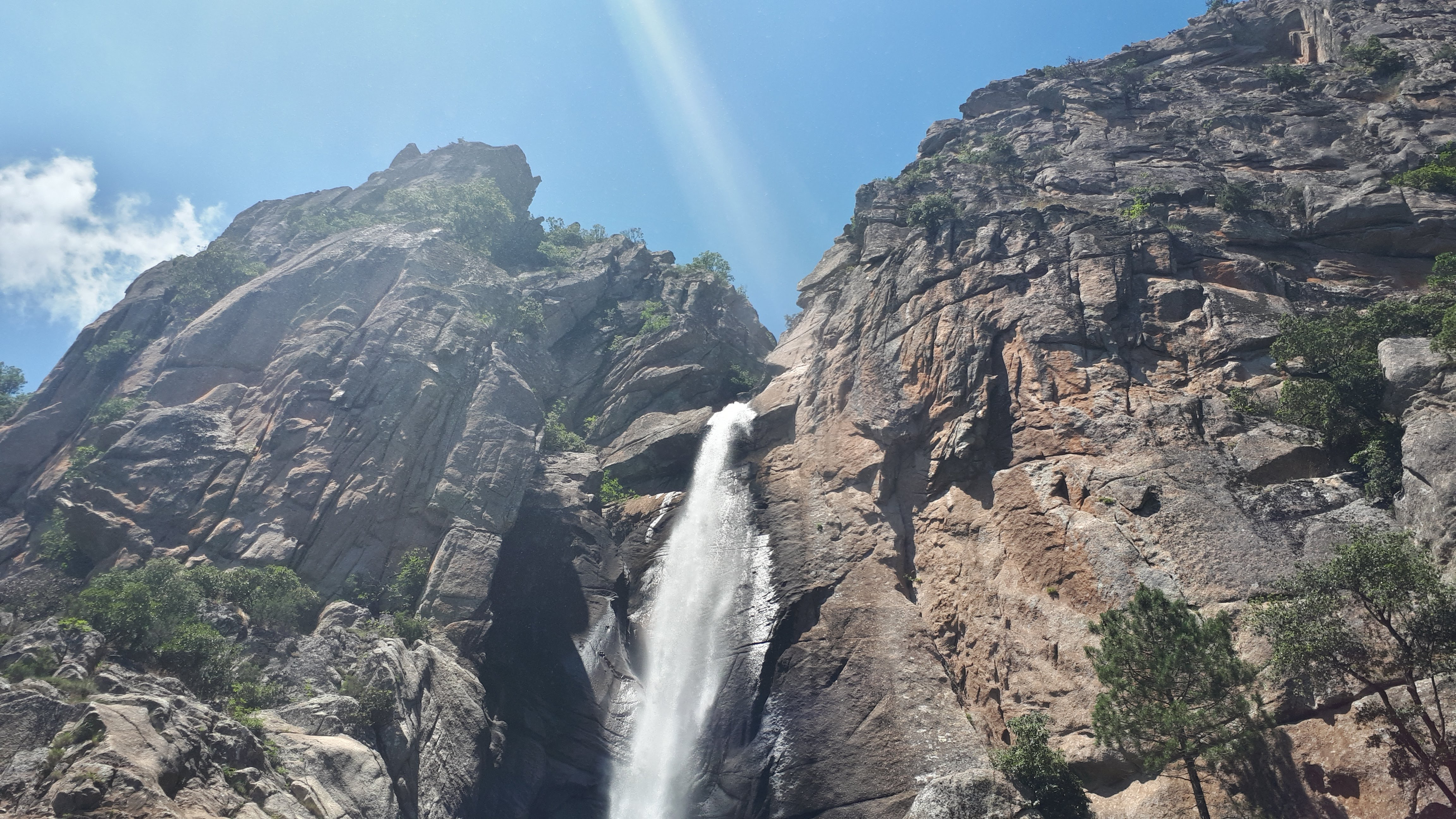
Cascade de Piscia di Gallo (San-Gavino-di-Carbini).

Conca (en corse : Conca [ˈkɔ̃ŋka]) est une ancienne piève de Corse. Située dans le sud-est de l'île, elle relevait de la province de Bonifacio sur le plan civil et du diocèse d'Ajaccio sur le plan religieux.
Déserté des suites du paludisme et des incursions barbaresques, le territoire correspondant, longtemps dépeuplé et administré par la piève de Carbini, se repeupla progressivement à partir de la fin du XVIIIe siècle par la sédentarisation de bergers originaires de Zicavo et de la piève de Carbini (en particulier Zonza et San-Gavino-di-Carbini).

## Géographie

### Situation
La piève de Conca est un vaste territoire de la côte sud-orientale de la Corse, compris entre le cours de la Solenzara et le territoire de Porto-Vecchio, limité à l'ouest par les reliefs de la chaîne centrale. La majeure partie de son territoire est occupée par une plaine segmentée par une succession de vallées orientées d'est en ouest (Solenzara, Favone, Tarco, Cavo et Oso).
La piève de Conca constitue la partie septentrionale de l'ancienne province de Bonifacio dont elle comprend le plus haut sommet, la Punta del Fornello, culminant à 1 902 mètres d'altitude.
Les pièves limitrophes de Conca sont :

### Composition
La piève de Conca comprend, du nord au sud, les communes de :
- Sari-Solenzara ;
- Conca ;
- Lecci.

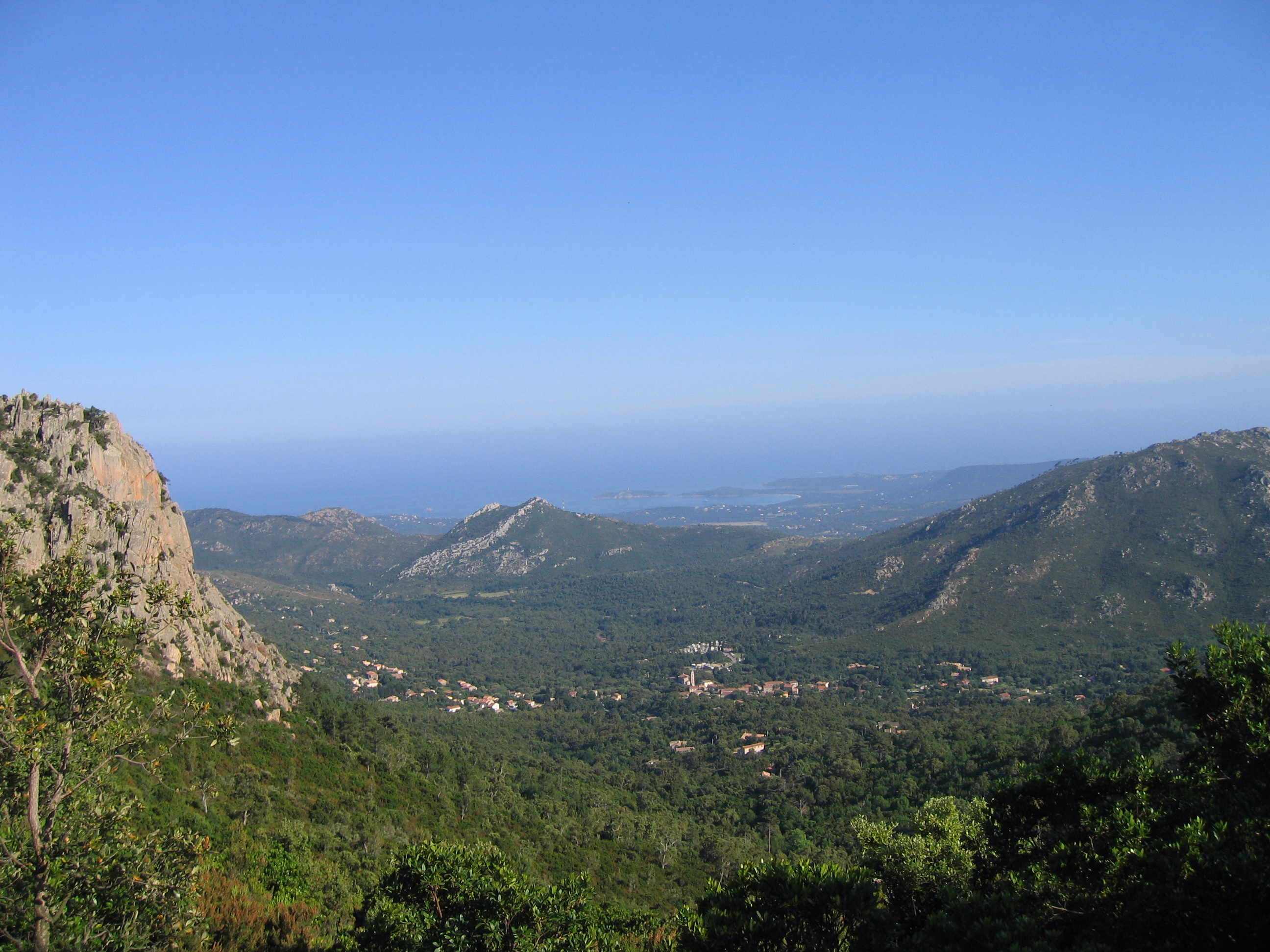
Conca.
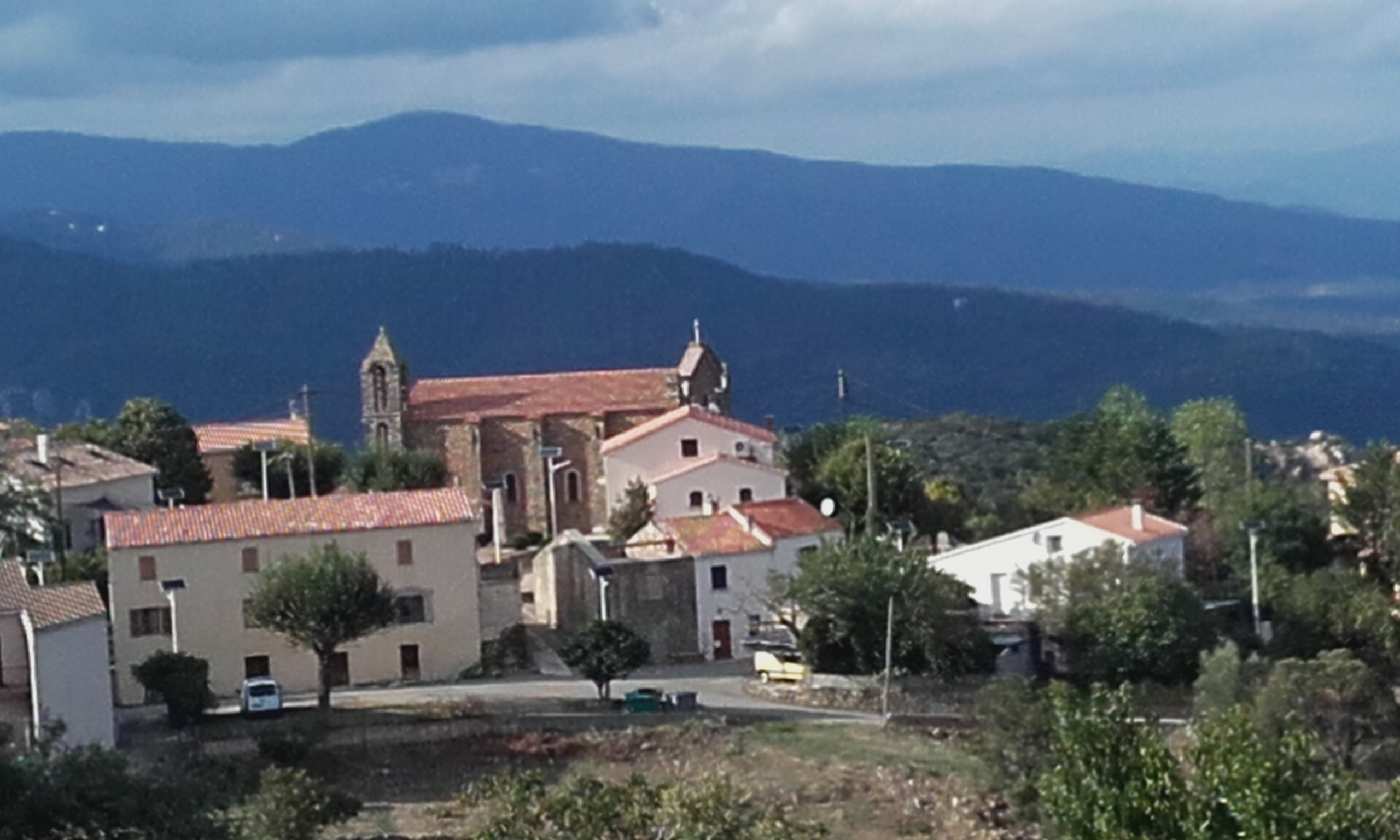
Sari-di-Porto-Vecchio.

Elle comprend également la partie littorale (située sur le versant tyrrhénien de la chaîne centrale) des communes de Quenza (Argiavara), Zonza (Taglio Rosso, Sainte-Lucie-de-Porto-Vecchio et Pinarello) et San-Gavino-di-Carbini (Fossi, Gialla et Araggio).